# Византијско-српски рат (1090-1095)
Византијско-српски рат (1090–1095) је био део низа ратова између Византијског царства и средњовековних српских држава. Сукцесија средњовековних српских држава пролазила је кроз неколико периода ратовања.

## Прилике
Српска средњовековна држава Дукља стекла је независност од Византијског царства почетком 11. века под Стефаном Војиславом, који је основао истоимену династију Војислављевића. Четрдесетих година 10. века наследио га је син Михаило I Војислављевић, који је своју власт проширио на унутрашње српске крајеве, постао краљ и владао до 1081. Наследио га је рођени син, краљ Константин Бодин, чију су владавину обележили сложени односи са Византијским царством.
Године 1083. краљ Бодин је именовао Вукана за намесника Рашке (тј. Србије). Проширио је своју власт, прогласио независност од краља и 1090. узео титулу великог жупана и тако основао Велику кнежевину Србију. Отприлике у исто време почео је да продире на византијску територију и да врши рације у областима уи око Косова, користећи предност турског продора на византијску територију близу Цариграда који је заокупио цара Алексија I.

## Рат
Највећи део стварних борби одвијао се на подручју Косова, између српског насеља Звечан и византијског Липенија, и дуж реке Топлице северно од Врања. Око 1090. године велики кнез Вукан је почео да ослобађа територије, најпре у околини Косова. Византинци нису били у могућности да предузму кораке против Вукана, јер су били суочени са озбиљном претњом од напада Печенега. Године 1092, након обрачуна са Печенезима, Алексије Комнин је послао војску  коју је предводио гувернер Дураза на српске територије, али су претрпели пораз.
1093. године разорио је село Липљан, у то време седиште Липљанске епархије тада под Охридском архиепископијом. Уништење једног црквеног седишта изазвало је цара Алексија да подигне војску и сам посети српску границу, вероватно 1094. године. Схватајући да су његове територије сада угрожене, Вукан је одлучио да пошаље писмо у Скопље.
Вукан је у овом писму тврдио да су сукоб изазвали агенти са византијске стране границе и да је сада спреман да буде лојалан сусед Алексије. Алексије, упркос томе што није постигао ниједан циљ који му је представљен када је кренуо, брзо је прихватио Вуканову понуду као нову претњу пошто су српске снаге у Куманову прекинуле ранији савез са царем и прешле Дунав, освајајући византијске поседе у Тракији и Бугарској.
Након што му је Алексије скренуо пажњу на Кумане, Вукан се вратио освајању византијских територија, ослобађајући при томе Врање, Скопље и Тетово. Алексије је, заокупљен Куманима, послао свог нећака и гувернера Дирахиона Јована Комнена да заустави Вукана. Јован је био поражен од Вукана у Битки код Звечана, што је изазвало још једну интервенцију Алексија, који је сада са знатном војском кренуо ка Србији. Вукан је још једном тражио мир. Алексиос, још увек под притиском растућих проблема и жељан да запуши једно од многих места, направио је једноставне услове које је Вукан прихватио. Цар се вратио у Цариград са 20 талаца, међу којима су била и два Вуканова сина.

## Последице
Другим уговором била су закључена непријатељства између Србије и Византијског царства на 11 година. Након овог уговора такође је постало уобичајено да постоје чланови српске краљевске породице који су били „дворски таоци“ у Цариграду како би се обезбедили мирни односи између Срба и Византинтије.
Године 1106., сукоби између Велике Кнежевине Србије и Византијског царства ће се наставити када је Вукан последњи пут напао Византију, поразивши још једном војску Јована Комнена (гувернера Драча).